# Erika von Watzdorf-Bachoff
Erika von Watzdorf-Bachoff, geboren als Freiin Bachoff von Echt (* 6. Mai 1878 auf Schloss Dobitschen bei Schmölln; † 5. Dezember 1963 in Altenburg) war eine deutsche Dichterin.

## Leben

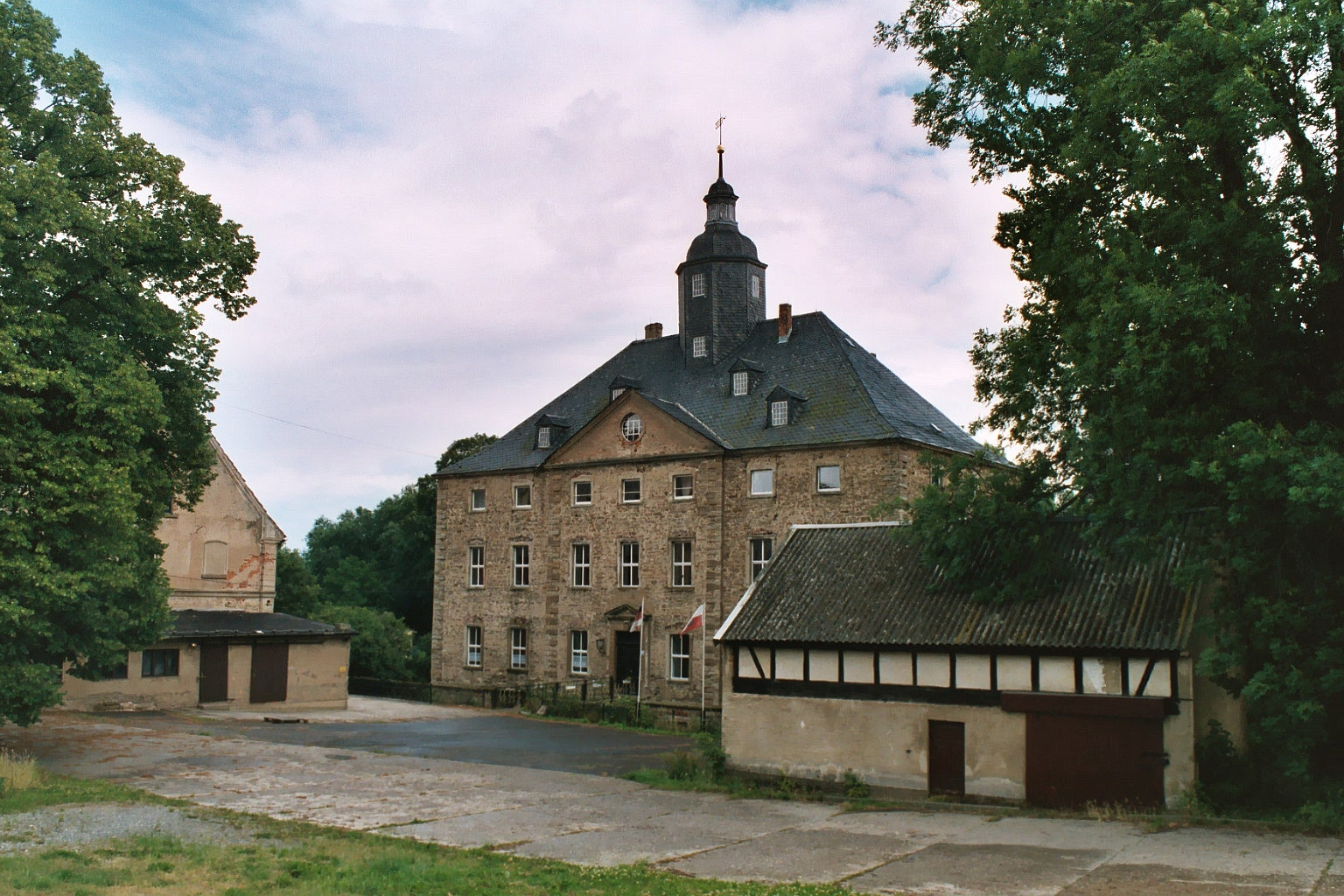
Wasserschloss Dobitschen

Auf Schloss Dobitschen wurde Erika von Watzdorf-Bachoff am 6. Mai 1878 als Freiin Bachoff von Echt geboren. In ihren frühen Jahren unternahm sie gemeinsam mit ihren Eltern Reisen in diverse Länder, unter anderem Palästina, Ägypten, Frankreich, Italien und die Schweiz und erhielt Privatunterricht. Zwei Jahre verbrachte sie im Altenburger Magdalenenstift. Im Jahre 1897 kam es zur Heirat mit Curt von Watzdorf.
Von Watzdorf-Bachoff lebte ab 1899 in München, da ihr Ehemann als sächsischer Gesandter nach dort berufen wurde.  Zu dieser Zeit verkehrte sie mit einigen herausragenden Persönlichkeiten der damaligen Zeit, von denen die Friedensnobelpreisträgerin Bertha von Suttner und der 1922 ermordete spätere Reichsaußenminister Walther Rathenau genannt seien. Die Bekanntschaft mit von Suttner ist in Zusammenhang mit dem beginnenden Engagements von Watzdorf-Bachoffs für die Friedens- und Frauenbewegung gesehen worden. 1898 und 1900 wurden ihre Töchter Marie Rose und 1900 Jutta geboren.
1904 zog sie nach Weimar. Etwa ab diesem Zeitpunkt begann ihr eigentliches dichterisches Schaffen. Auch hier machte sie bis 1927 zahlreiche Bekanntschaften, unter anderem mit Harry Graf Kessler, Ida Boy-Ed, Elisabeth Förster-Nietzsche, Henry van de Velde und Mathilde von Freytag-Loringhoven. Die Ehe mit Curt von Watzdorf, die insgesamt von mehreren Affären des Ehemannes belastet war, wurde 1911 nach vierzehn Jahren geschieden. Von ihr sind Erinnerungen des Weimarer Hauses Carl-Alexander-Allee 5 überliefert.
1927 folgte schließlich der Wechsel des Wohnsitzes nach Altenburg, wo sie im Pohlhof lebte.
Die Machtergreifung der Nazis im Jahre 1933 lehnte sie ab. In der Weimarer Republik war von Watzdorf-Bachoff Mitglied der liberalen und staatstragenden Deutschen Demokratischen Partei gewesen und engagierte sich ab 1933 in der Bekennenden Kirche, die im Gegensatz zum Nationalsozialismus stand.
Nach Ende des Zweiten Weltkrieges engagierte sie sich in der sowjetischen Besatzungszone und ab 1949 in der neu geschaffenen DDR. Sie arbeitete im Kulturbund zur demokratischen Erneuerung Deutschlands und im Demokratischen Frauenbundes Deutschlands mit und wurde Mitglied der Liberal-Demokratischen Partei Deutschlands. 1948 verlieh ihr die Stadt Altenburg die Ehrenbürgerwürde.
Sie starb 1963 mit 85 Jahren in Altenburg und wurde auf dem städtischen Friedhof beigesetzt.

## Ehrungen
- 1948: Ehrenbürgerwürde der Stadt Altenburg

## Werke
- Zwischen Frühling und Herbst, Gedichte, 1909
- Das Jahr. Lyrische Tagebuchblätter, 1911
- Maria und Yvonne, Roman, 1914
- Nachklang, Gedichte, 1921
- Weimars Park. Lyrische Gedanken- und Spaziergänge, 1925
- Das kristallne Tor. Letzte Gedichte, 1928
- Im Abendschein, Gedichte, 1948
- Bernhard von Lindenau 1779–1854, Gedenkrede, 1954
- Im Wandel und in der Verwandlung der Zeit, hg. von Reinhard Dörries, 1997